# Blatten
Blatten es una comuna suiza del cantón del Valais, situada en el distrito de Raroña occidental. Limita al norte con las comunas de Kandersteg (cantón de Berna) y Lauterbrunnen (cantón de Berna), al este con Fieschertal, al sur con Naters y Baltschieder, y al oeste con Wiler (Lötschen) y Raroña.
Forman parte de la comuna las localidades de: Eisten, Fafleralp, Gletscherstafel, Ried (Lötschen), Tellistafel, Weissenried (Wyssried) y Weritzstafel.
El 28 de mayo de 2025, el municipio quedó sepultado casi en su totalidad por el colapso del glaciar de Birch.